# Michael J. Novosel
Michael J. Novosel (Etna, 3. rujna 1922. – Washington, 2. travnja 2006.), američki veteran koji je služio u Drugom svjetskom ratu te Korejskom i Vijetnamskom ratu. Kako bi mogao služiti u Vijetnamskom ratu odrekao se čina potpukovnika u pričuvi Ratnog zrakoplovsta te se kao warrant officer pridružio Kopnenoj vojsci i postao pilot helikoptera. 
Zbog hrabrosti koju je iskazao tijekom medicinske evakuacije pod neprijateljskom vatrom, nositelj je najvišeg američkog odlikovanja za hrabrost, Medalje časti.

## Životopis
Rodio se u Etni, Pennsylvania 3. rujna 1922. u obitelji hrvatskih imigranata.

## Odlikovanja i počasti
Godine 1971. predsjednik Richard Nixon je predao Novoselu Medalju časti, najviše odlikovanje za zasluge u ratu. Među brojnim drugim odlikovanjima Novosel je nositelj triju medalja za posebne zasluge u zrakoplovstvu i Grimiznog srca.
Godine 1975. uvršten je u kuću slavnih Američkog ratnog zrakoplovstva. Po umirovljenju ukazana mu je počast, koju su rijetki doživjeli, preimenovanjem glavne ulice u Fort Ruckeru u Alabami u "Novosel Street". Tijekom svečanosti prilikom umirovljenja dobio je i medalju za posebne zasluge u službi.